# Carl von Rokitansky

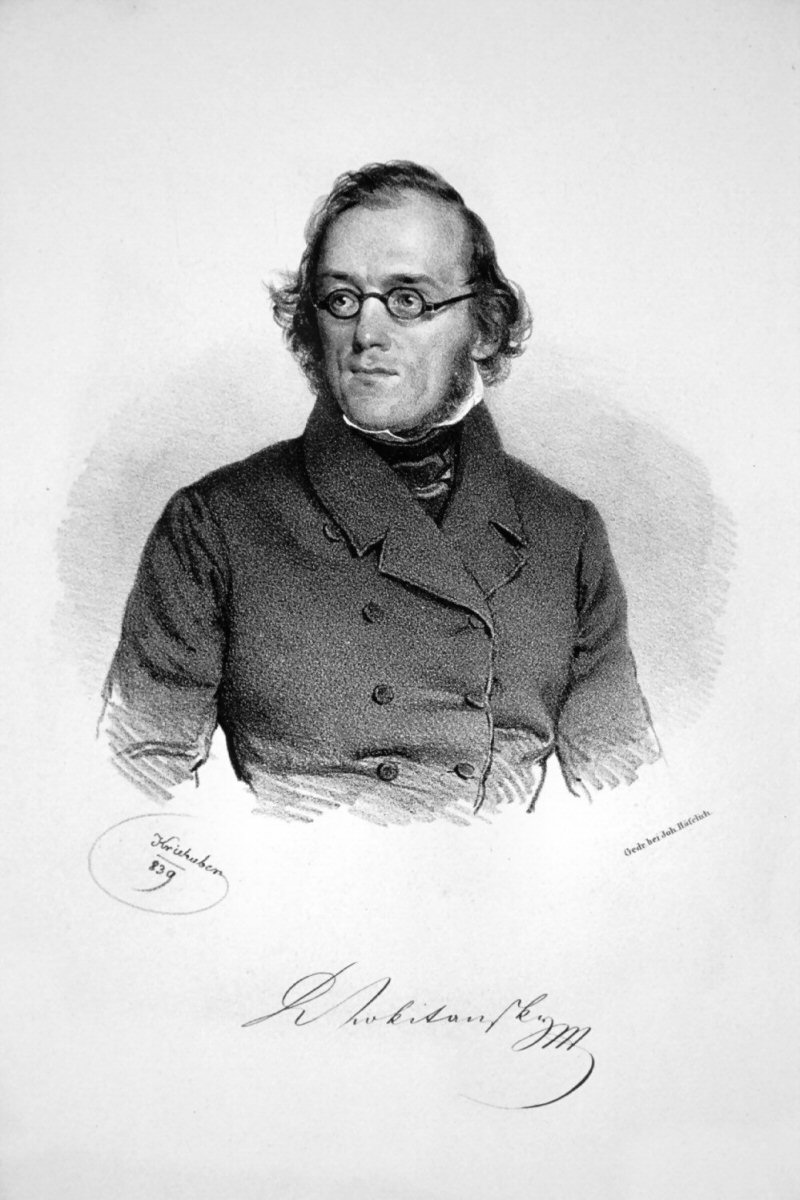
Carl Rokitansky, Lithographie (K. Rokitansky) von Joseph Kriehuber, 1839

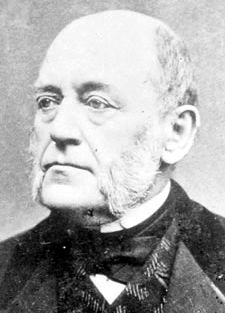
Carl Freiherr von Rokitansky, Foto um 1870

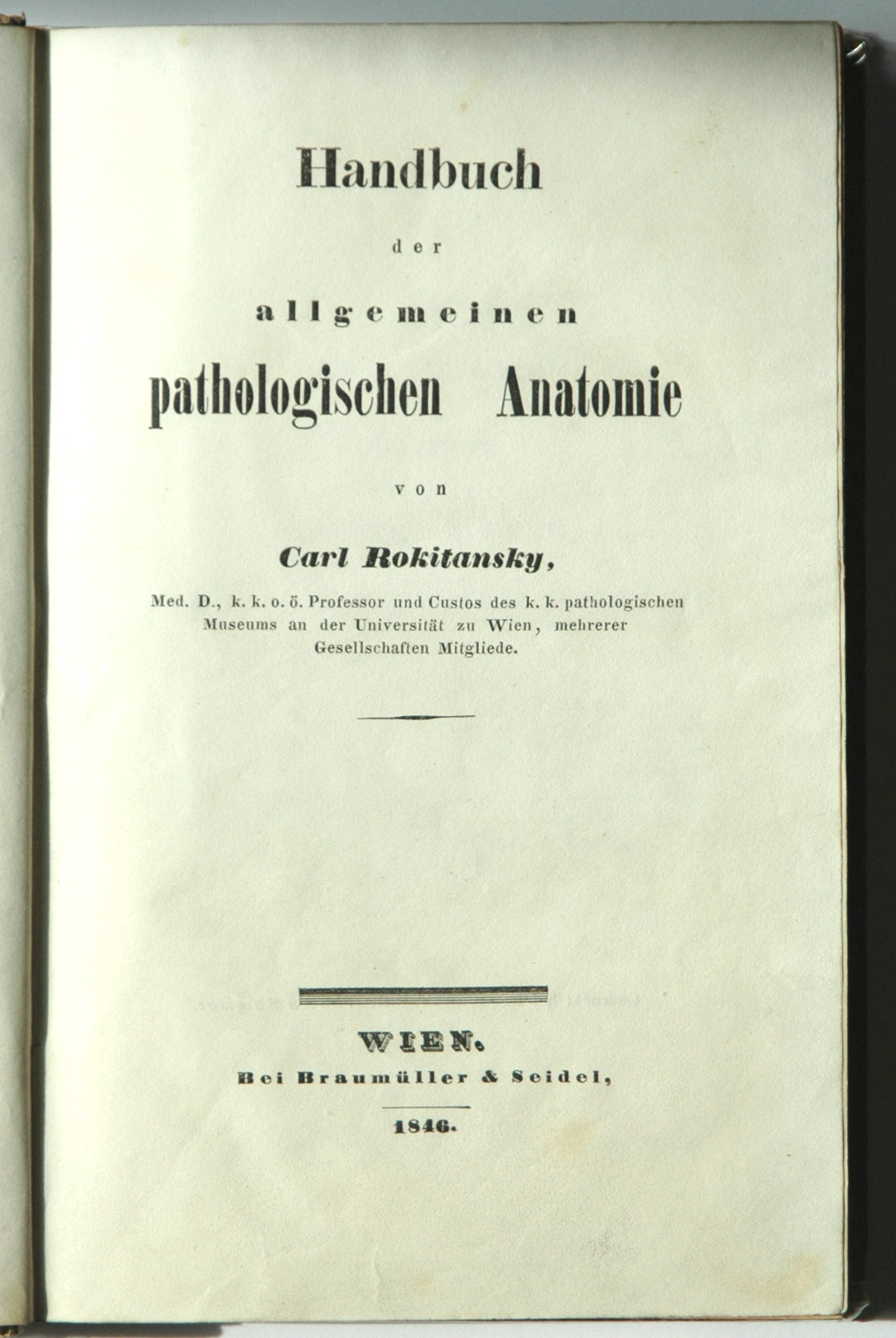
Titelblatt der Erstausgabe

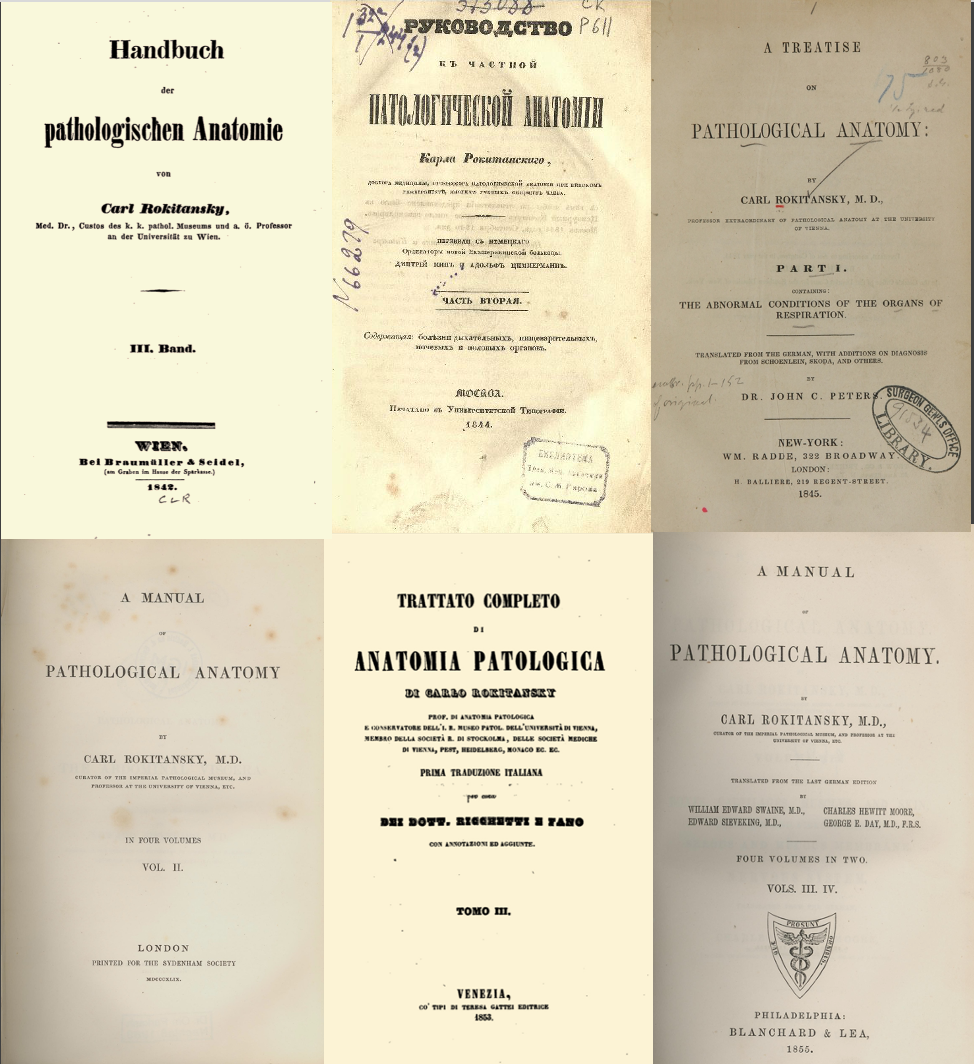
Carl Rokitansky, Handbuch der pathologischen Anatomie, deutsche, russische, englische und italienische Ausgaben

Carl Joseph Wenzel Prokop Rokitansky, ab 1853 Carl Freiherr von Rokitansky – geschrieben auch Karl Rokitansky (* 19. Februar 1804 in Königgrätz, Königreich Böhmen, Habsburgermonarchie; † 23. Juli 1878 in Wien, Österreich-Ungarn), war ein österreichischer Pathologe, Hochschullehrer, Politiker und Philosoph und Begründer der wissenschaftlich fundierten Diagnostik.

## Kindheit und Jugend
Karl Joseph Wenzel Prokop Rokitansky, kurz meist Carl Rokitansky, wurde als Sohn des Kreiskanzlisten von Leitmeritz, Prokop Rokitansky (1771–1813), im böhmischen Königgrätz geboren. Seine Mutter Theresia (1772–1827) war Tochter des Königgrätzer Kreiskommisärs Wenzel Lodgman Ritter von Auen. Karl war das erste von vier Kindern (Prokop, Marie, Theresie) der Familie. Durch den frühen Tod des Vaters († 1812) wuchs Carl mit seinen drei Geschwistern in bescheidenen Verhältnissen auf. Trotz dieser Lage ermöglichte es ihm seine Mutter, das Gymnasium in Königgrätz und danach die Prager Karl-Ferdinands-Universität zu besuchen. Ihr Erziehungsstil wird von Rokitansky als sehr liberal beschrieben. Rokitansky blieb vor allem die große Belesenheit und humanistische Bildung seines Vaters in Erinnerung und so beschloss er an der Universität Prag klassische Philologie zu studieren.

## Studium
Rokitansky begann 1818 mit dem damals obligaten philosophischen Einführungsunterricht. Seine künftige politische Haltung wurde durch seinen Lehrer den Philosophen Bernard Bolzano (1771–1848), und dessen sozialkritische Schriften sehr geprägt. 1821 entschloss er sich zum Medizinstudium, das er in Prag begann. Den Lebensunterhalt verdiente er sich durch Privatstunden. 1824 übersiedelte er nach Wien zu seinem Onkel Lodgman von Auen, um sein Medizinstudium an der Universität Wien fortzusetzen. Ab 1827 war er als unbesoldeter Praktikant an der pathologisch-anatomischen Prosektur des Allgemeinen Wiener Krankenhauses tätig. Sein erstes Obduktionsprotokoll stammt vom 23. Oktober 1827. Am 6. März 1828 wurde er an der Universität Wien im Fach Medizin promoviert. Seine Dissertation verfasste er De Varioloide Vaccinica, (Fig. 1a), (Über die Pockenimpfung), da er sich schon sehr früh mit Blutserologie beschäftigte.

## Erstes Ordinariat für pathologische Anatomie im deutschsprachigen Raum
Ab 1830 war er Assistent an der Pathologisch-Anatomischen Prosektur. 1832 supplierender außerordentlicher Professor, wurde er ab 1834 außerordentlicher Professor der pathologischen Anatomie an der Universität Wien und Kustos des Pathologisch-Anatomischen Museums. 1844 ordentlicher Professor, erhielt er in Wien das erste Ordinariat für pathologische Anatomie im deutschsprachigen Raum. 1849/50, 1856/57, 1859/60, und 1862/63 Dekan der Medizinischen Fakultät, wurde er 1852/53 erster frei gewählter Rektor der Universität Wien.

## Pathologe

### Neue Wiener Schule
In den 1830er Jahren etablierte sich die Neue Wiener Schule, die auf den neuen wissenschaftlichen Methoden, von Carl Rokitansky aus Böhmen basierte. Dies wurde im 20. Jahrhundert als Zweite Wiener Medizinische Schule interpretiert. Als weitere Proponenten neben Rokitansky werden meist der von Rokitansky in pathologischer Anatomie ausgebildete Kliniker Josef von Škoda und der Dermatologe Ferdinand von Hebra genannt. Zeitgenössische Studenten wie z. B. Sigmund Freud bezeichneten sich jedoch bis ins 20. Jahrhundert als Schüler der Neuen Wiener Schule und sahen Rokitansky als Vaterfigur. Das Ziel der Neuen Wiener Schule war es, einen fortschrittlichen wissenschaftlichen Zugang in der Medizin einzuführen. Pathologie war bis dahin eine rein beschreibende Wissenschaft und zeitgenössische Pathologen wie Gabriel Andral und Jean Frédéric Lobstein erstellten zwar Beschreibungen von Krankheiten aber noch keine Diagnosen. Für sie lag der Krankheitsursprung, den sie „das dynamische Moment“ nannten, im Ungleichgewicht der Körpersäfte, gemäß der Viersäftelehre von Hippokrates.
Rokitansky begnügte sich nicht mehr mit Beschreibungen, sondern er suchte nach Erklärungen, nach wissenschaftlich fundierten Diagnosen. Eine seiner ersten Obduktionen, die er gemeinsam mit seinem Vorgesetzten Johann Wagner (1799–1832) durchführte, war die Obduktion Ludwig van Beethovens. Bei dieser Obduktion wurden anatomische Veränderungen als Grund für die Ertaubung gesucht. Dies prägte Rokitanskys Forschungszugang, den Ursprung von Krankheiten mithilfe der Anatomie zu ergründen, ein Denkansatz, den der italienische Pathologe Giovanni Battista Morgagni im 18. Jahrhundert begründet hatte. Daher widersprach Rokitansky seinen zeitgenössischen Kollegen und suchte nicht nach dem „dynamischen Moment“, sondern nach dem „anatomischen Sitz“ als Krankheitsursprung. Die Widmung auf dem später errichteten Pathologisch-Anatomischen Institut in der Spitalgasse in Wien 9 lautet daher heute noch: „Indagandis sedibus et causis morborum“ (Der Erforschung des Sitzes und der Ursachen der Erkrankungen).

### Diagnose
Rokitansky entwickelte die Pathologie von einer beschreibenden zu einer erklärenden Wissenschaft. Im Laufe seines Lebens befundete er fast 60.000 Obduktionen. Er verglich die Krankengeschichte und Symptomatik mit den späteren Obduktionsprotokollen der Patienten. Er erkannte, dass behandelnde Ärzte Krankheiten nach dem auffälligsten äußeren Symptom benannten, ohne die zugrundeliegende Organerkrankung zu berücksichtigen. (z. B. Gelbsucht bei gelblicher Haut, ohne die zugrund liegende Lebererkrankung zu berücksichtigen) Dadurch erkannte er weiters, dass diese Symptomata (übersetzt Zufälle) keine Zufälle, sondern äußere Zeichen einer zugehörigen inneren Organerkrankung sind.
In enger Zusammenarbeit mit dem Internisten Joseph Škoda machte er den Zusammenhang zwischen klinischen Symptomen, die man sehen, tasten oder abhören konnte und pathologischer Organveränderung bewusst, die sogenannte klinisch-pathologische Korrelation. So war es nun erstmals möglich, wissenschaftlich fundierte Diagnosen zu erstellen. Damit initiierte er einen Paradigmenwechsel von der spekulativen, naturphilosophischen zur systematisch wissenschaftlichen Medizin. Rokitansky teilte Erkrankungen in verschiedene Entwicklungsstufen ein, wodurch Krankheitsverläufe beschrieben, Diagnosen erstellt und Prognosen des zu erwartenden Krankheitsverlaufs möglich wurden. Ab den 1830er-Jahren reisten Mediziner aus aller Welt nach Wien, um Rokitanskys Methoden der Diagnostik und Nosologie zu erlernen, die (inter-)national als Junge oder Neue Wiener Schule bezeichnet wurden.
Durch die systematische Erforschung jedes einzelnen Organs entstanden in Wien neue klinische Fachdisziplinen, die Rokitansky auch in seiner Funktion als Medizinalreferent im Staatsministerium förderte, wie die Schaffung der weltweit ersten Klinik für Otologie. Als Pathologe und Philosoph betrachtete Rokitansky Patienten aus ganzheitlicher Perspektive und forderte vehement, dass psychisch Kranke, damals „Irre“, ebenso ein Recht auf Diagnostik, Behandlung und Heilung haben. Daher beantragte er die Schaffung der ersten Klinik für Psychiatrie in Österreich, deren Leitung Theodor Meynert übernahm. Der hohe Stellenwert, der dadurch der Psyche nun zugeschrieben wurde ebnete nicht nur die Wege für Sigmund Freud, Psychologie und Psychoanalyse, sondern er hatte laut Eric Kandel auch Einfluss auf die Kunst der Moderne, die ihren Blick nun unter das oberflächliche Äußere wandte und die Darstellung der Gefühle ihrer Modelle in den Vordergrund stellte.

### Handbuch der Pathologischen Anatomie
Seine Forschungsergebnisse dokumentierte Rokitansky in seinem dreibändigen Handbuch der pathologischen Anatomie. Es wurde 1842–46 von dem Verlag Braumüller&Seidel publiziert. Darin beschrieb er die Erkrankungen jedes einzelnen Organs, systematisch und erklärte, anhand welcher Merkmale diese Erkrankungen diagnostiziert werden konnten. Die 3. Auflage (1855–1861) enthält Holzschnittdrucke seiner handgezeichneten Präparate, die er 550-facher Vergrößerung anfertigte.
Auf Anordnung des Kaisers von 1846 wurden alle Medizinstudenten der Habsburger Monarchie verpflichtet, Rokitanskys Handbuch zu studieren. Durch den großen Zustrom von Medizinern aus dem Ausland, die bei Rokitansky Fortbildungskurse absolvierten, wurde das Handbuch in diverse Sprachen übersetzt und fand praktisch weltweite Verbreitung. Es wurde u. a. in Russland, Amerika, England und Italien publiziert: (Fig. 2) Rukovodstvo k patologicheskoy anatomii, 3 Bände, Verlag der Kaiserlichen Universität Moskau, Moskau 1844–1849, A Treatise on pathological anatomy, New York: WM. Radde 1845. London: H. Balliere 1845 A Manual of Pathological Anatomy, London: Sydenham Society 1849–54. , Trattato completo di anatomia patologica, Venezia: Lombardo Venetto 1852. A Manual of Pathological Anatomy. Philadelphia: Blanchard&Lea 1855

### Rokitanskys Krasenlehre als Wegbereiter einer modernen Humoralpathologie
Beschäftigte sich die antike Humoralpathologie (Viersäftelehre) des Hippokrates mit dem richtigen Mischverhältnis der vier Körpersäfte Blut, gelbe Galle, schwarze Galle und Schleim und verstand ein Ungleichgewicht dieser Säfte als Ursache für Krankheiten, so ist die Humoralpathologie heute als Teil der Immunitätslehre, Humorale Immunantwort, zu verstehen. Humorale Faktoren des Immunsystems im Blut wehren krankheitserregende Stoffe ab und leiten Immunreaktionen ein. Als Wegbereiter der heutigen Humoralpathologie wird Rokitanskys Krasenlehre gesehen.
Bereits als Student hatte sich Rokitansky mit Blutserologie beschäftigt. Bei seinen späteren pathologischen Untersuchungen analysierte er Blut, Blutplasma, Blutserum, Sekrete, Exkrete, Lymphe sowie Exsudate. In seiner Krasenlehre beschrieb er Erkrankungen des Eiweißes, heute unter anderem bekannt als Paraproteinämie, Amyloid und Immundefekte, sowie Erkrankungen des Faserstoffes, also Blutgerinnungsstörungen. Weiters befasste er sich mit dem Einfluss von Proteinen auf Entzündungen und der Wirkung von erkrankten Blutbestandteilen auf das menschliche Gewebe. Damit war er gedanklich seinen Fachkollegen weit voraus, sodass seine Thesen kontrovers diskutiert wurden. Fand er beispielsweise Zustimmung bei dem Mediziner Gustav Zimmermann (1817–1866), der in seinem Lehrbuch schrieb, dass Rokitanskys Blut-Untersuchungen „wie mit einem elektrischen Schlage alle diejenigen traf, die von dem Eifer beseelt waren, hinter die Geheimnisse der pathologischen Prozesse selbst zu gelangen“, so kritisierte der Physiologe und Chemiker Carl Gotthelf Lehmann (1812–1863) die Krasenlehre als „Missgeburt“ der pathologischen Anatomie. Der spätere Zellularpathologe Rudolf Virchow (1821–1902) warf Rokitansky vor, in die alte Humoralpathologie zurückgefallen zu sein, bezeichnete die „Erkrankungen des Eiweißes und des Faserstoffes“ als „tiefe ontologische Irrtümer“ und Rokitanskys Handbuch als für die Medizin gefährlich.
Selbstkritisch zog Rokitansky seine damals noch nicht wissenschaftlich nachweisbaren, aber visionären humoralpathologischen Ansichten zurück, setzte sich jedoch für die Schaffung zweier neuer Lehrkanzeln ein, dem Institut für Medizinische Chemie und dem Institut für allgemeine und experimentelle Pathologie, um die Forschung auf diesen Gebieten voranzutreiben.
Virchows Kritik hatte jedoch einen weitaus tieferen Hintergrund: Virchow war damals ein junger Protegé des Medizinalrats Joseph Hermann Schmidt (1804–1852) vom Berliner Kultusministerium. Dieser hatte Virchow nach Wien geschickt, um nach dem Vorbild der Donaumetropole Erfolgsstrategien für die Berliner Medizinische Schule zu entwickeln. Schmidt haderte nämlich mit der Situation, dass es „nicht mehr gehe, dass wir von den Wienern überflügelt sind.“ Nach seinem 10-tägigen Aufenthalt in Wien legte Virchow im Dezember 1846 dem Kultusminister Friedrich Eichhorn (1779–1856) ein Programm über die pathologische Anatomie vor. In seinem Bericht kritisierte Virchow mehrere anerkannte österreichische Autoritäten, fokussierte jedoch auf Rokitansky als Gründer der Wiener Medizinischen Schule. Dadurch erhoffte sich Virchow auch einen raschen Karrieresprung zum außerordentlichen Professor – mit Erfolg. Bereits im Februar 1847 wurde vom preußischen Kultusminister Virchows Antrag auf vorzeitige Habilitation genehmigt, die normalerweise erst drei Jahre nach Approbation als praktischer Arzt erfolgte. Die preußische Regierung hielt ihm zugute, dass es ihm gelungen sei, an einer der „Säulen“ der Wiener Schule zu rütteln, womit Virchow den Interessen der preußischen Kultusbürokratie sowie seiner eigenen Karriere gedient hatte.
Nach Rokitansky benannt ist das Mayer-Rokitansky-Küster-Hauser-Syndrom, weitere Erwähnung findet er in den Synonymen für das Budd-Chiari-Syndrom sowie beim
Rokitansky-Aschoff-Sinus. Rokitansky gilt als Erstbeschreiber eines Trachealdivertikels.

## Schüler (Auswahl)
- Eduard Albert
- Heinrich von Bamberger
- Josef Engel
- Josef Salomon Federn, später auch der Hausarzt seines Lehrers Carl von Rokitansky
- David Gruby
- Johann Kundrat
- Theodor Meynert
- Johann von Mikulicz
- Adam Bernhard Mohr
- Isidor Neumann
- Moritz Schneller
- Viktor Urbantschitsch
- Alexander Petrowitsch Walter
- Carl Wedl
- William Wilde
- Emil Zuckerkandl

## Politiker

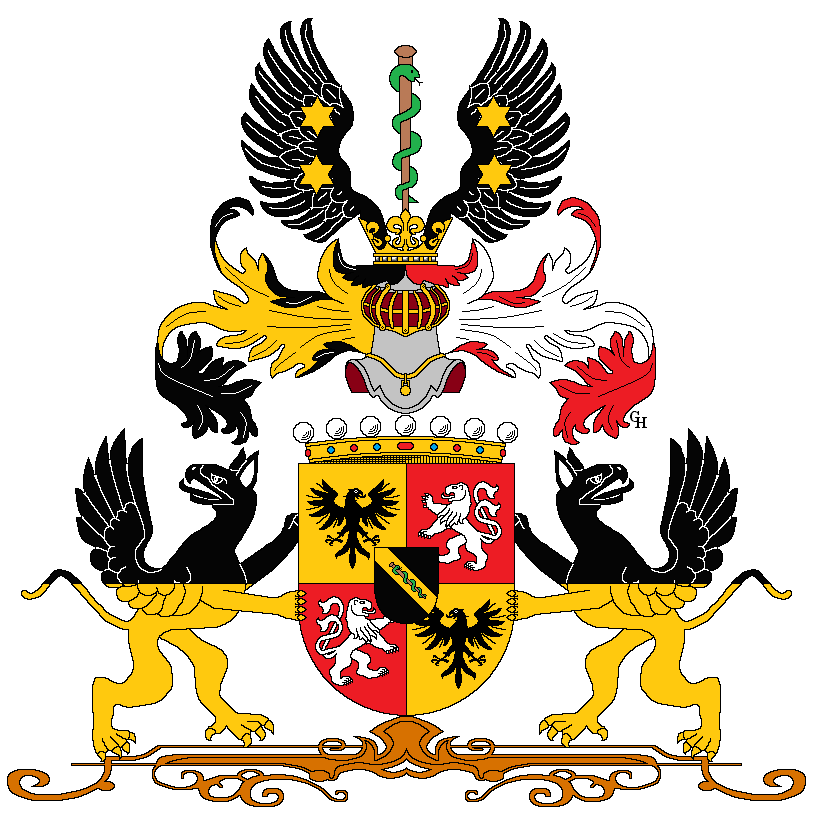
Wappen Rokitanskys anlässlich seiner Erhebung in den Freiherrenstand 1874

In politischer Hinsicht lagen an der alten Prosektur die Ursprünge der Märzrevolution von 1848. Die sogenannte „Doktoren-Revolution“ wurde in Rokitanskys Sezierbaracke von 40 Medizinern vorbereitet, da diese zur Zeit des Metternichschen Systems nicht unter Polizeiüberwachung stand. Aufgrund Rokitanskys liberaler Haltung wurde der Neubau des Gebäudes seitens der Regierung immer wieder verschoben. So arbeitete er 35 Jahre in der alten Sezierbaracke, die so beschaffen war, „um auch die robusteste Gesundheit auf Dauer zu schädigen“. Bei der Eröffnung des neuen Pathologisch-anatomischen Instituts forderte Rokitansky in seiner legendären Rede „Freiheit der Naturforschung!“ 1862 die Unabhängigkeit der Wissenschaft von der Politik.
Durch Führungspositionen in verschiedensten akademischen und politischen Institutionen prägte Rokitansky auch die Ära des österreichischen Hochliberalismus. Er repräsentierte den Liberalismus des Bildungsbürgertums.
1863 ernannte Staatsminister Anton von Schmerling den Liberalen zum Medizinalreferenten im Innenministerium. In dieser Funktion hatte Rokitansky großen Einfluss auf die Universitätsorganisation, die Inhalte des Medizinstudiums und die Berufungspolitik. In „Zeitfragen betreffend die Universität …“ (1863) befasste er sich u. a. mit Lehr- und Lernfreiheit und forderte einen modernen, interdisziplinären Ansatz der Lehre. In „Die Conformität der Universitäten ...“ (1863) forderte er Chancengleichheit für alle Studenten der Habsburger Monarchie. Er propagierte vollwertige Universitäten, die alle Fakultäten umfassen, Einheitlichkeit bei Prüfungen, Promotionen, Habilitationen und bei den akademischen Behörden. Damit bewirkte er 1863 die Umwandlung der Chirurgenschule in Graz sowie 1869 der Medizinischen Schule (zuvor Teil des Lyzeums) in Innsbruck zu Medizinischen Fakultäten und damit die Wiederherstellung der Volluniversitäten. Weiters trat er für die Öffnung der Universität Wien für Studenten aus den östlichen Kronländern ein und versuchte, dem einsetzenden Nationalismus entgegenzuwirken.
Am 25. November 1867 wurde er von Kaiser Franz Joseph I. „unerwartet und unvorbereitet“ auf Lebenszeit ins Herrenhaus des Reichsrats berufen. Als Hauptredner der Liberalen im Herrenhaus forderte Rokitansky 1868 für jede Religionsgemeinschaft das Recht, aus ihren Mitteln Schulen für Angehörige ihrer Konfession zu errichten.
Im Streben nach „Freiheit und Fortschritt“ trug er sowohl zur Universitätsreform sowie zur wesentlichen Verbesserung des Gesundheitswesens bei. Unter seiner Präsidentschaft (1850–1878) setzte sich die Gesellschaft der Ärzte in Wien unter anderem für den Bau der Wiener Hochquellwasserleitung ein. Am 17. Juli 1848 wurde Rokitansky zum wirklichen Mitglied der Kaiserlichen Akademie der Wissenschaften. Am 26. Juni 1851 hielt er vor der Kaiserlichen Akademie der Wissenschaften seinen Vortrag Ueber einige der wichtigsten Krankheiten der Arterien. 1866 wurde er zum Vizepräsidenten, 1869–78 zum Präsidenten der kaiserlichen Akademie der Wissenschaften in Wien gewählt. Er empfand diese Auszeichnung „als die größte Ehre, die ich genieße“. Ab 1870 fungierte Rokitansky als erster Präsident des Obersten Sanitätsrates sowie als Präsident der neu gegründeten Anthropologischen Gesellschaft in Wien.

## Philosoph

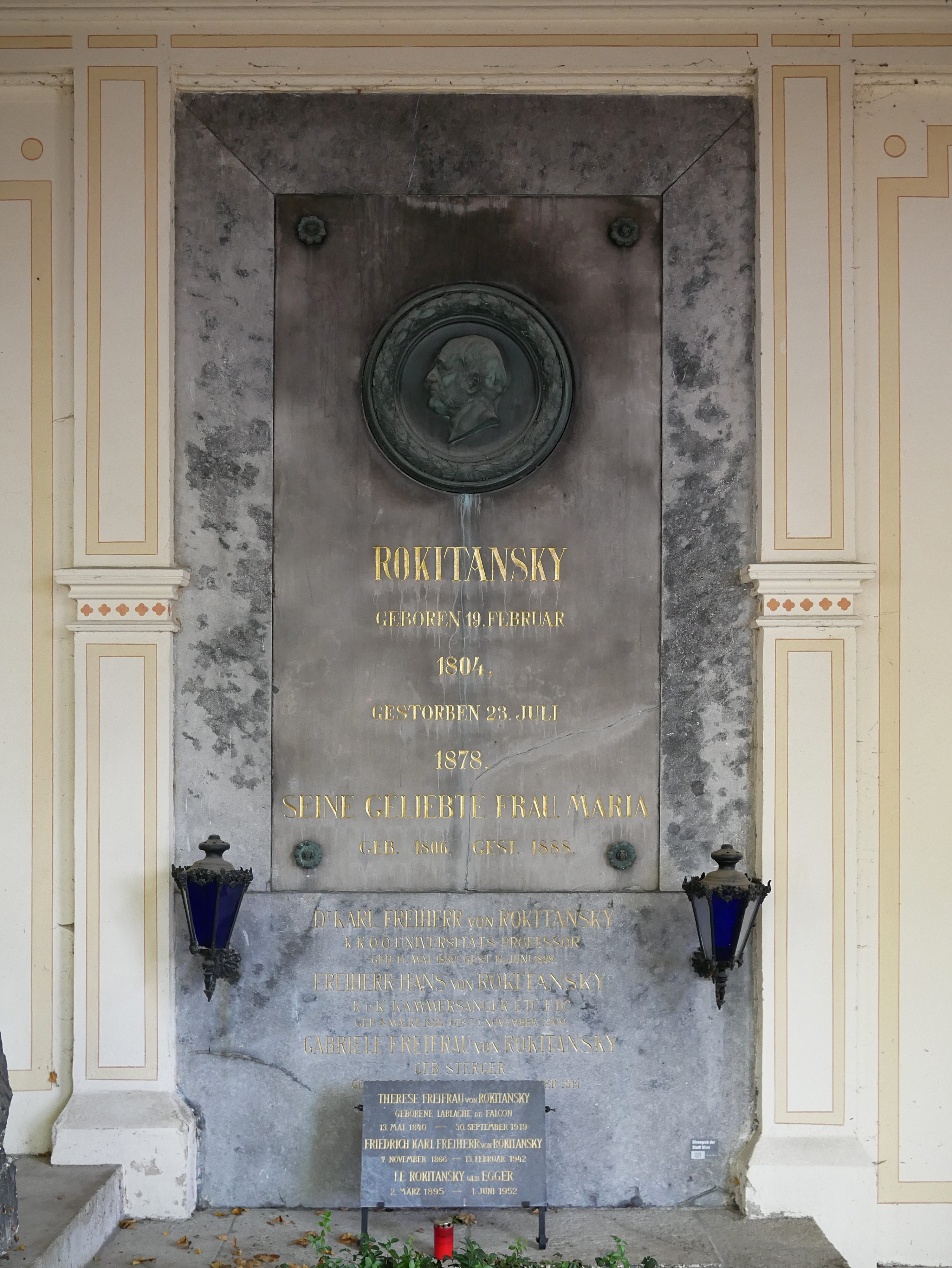
Rokitansky-Grab auf dem Hernalser Friedhof

Obwohl Rokitansky in der naturwissenschaftlichen Forschung für die „materialistische Methode“ eintrat, lehnte er den Materialismus als Weltanschauung ab. In der Festrede anlässlich der Eröffnung des Pathologisch-Anatomischen Instituts im Allgemeinen Krankenhaus in Wien warnte er eindringlich davor, „die Freiheit der Naturforschung“ zu missbrauchen. Der Naturforscher müsse sich zuerst des Menschen als „erkennendem Subjekt“ bewusst werden und dürfe erst dann „dem Drange nach Erkenntnis“ folgen. Wenn der Mensch in der Medizin nur mehr als Objekt der Forschung gelte, ginge die Würde des Menschen verloren. Damit thematisierte der Humanist zukunftsweisend bereits Mitte des 19. Jahrhunderts die Frage der Ethik in der Medizin. Tierversuchen stand Rokitansky aus ethischen, aber auch aus wissenschaftlichen Überlegungen kritisch gegenüber, da „die Entwicklungsgeschichte, die pathologische Anatomie und die klinische Beobachtung eine Anzahl von Tatsachen liefern, welche mehr wert sind als tausend Experimente“. In der Rede über die „Solidarität alles Tierlebens“ an der „Kaiserlichen Akademie der Wissenschaften“ zeigte er seine Nähe zu Arthur Schopenhauers Mitleidslehre. „Wenn wir […] Mitleid hegen und üben“, erklärte er, würden wir „einen Theil der Last des Leidens von den Leidenden nehmen“. Menschliche Größe zeige sich in der Befähigung, durch Aggressionsverzicht „freiwillig die größten Leiden“ zu übernehmen. Jene, denen dies gelänge, sollten unsere „großen ethischen Vorbilder“ sein.

## Familie
1834 heiratete Rokitansky die international anerkannte Konzertsängerin Maria Anna Weiss (1806–1888), eine Schülerin Antonio Salieris, die mit Franz Schubert (1797–1828) und Franz Liszt (1811–1886) sang, und die ihre Karriere zugunsten der Familie aufgab. Aus der Ehe stammten sieben Kinder, von denen vier Söhne das Erwachsenenalter erreichten. Marie unterrichtete ihre beiden ältesten Söhne, den späteren Hofopernsänger Hans Rokitansky (1835–1909) und den Konzertsänger und Gesangspädagogen Viktor Rokitansky (1836–1866),; die beiden jüngeren Söhne studierten Medizin. Karl Rokitansky (1839–1898) wurde Ordinarius für Gynäkologie an der Universität Graz und Prokop Rokitansky (1842–1928) Ordinarius für Innere Medizin und Rektor der Universität Innsbruck. Dessen Frau Marie von Rokitansky (1848–1924) verfasste das heute noch gerne verwendete Kochbuch, Die österreichische Küche.

## Ehrungen und Würdigungen
Mitgliedschaften:
- der k. k. Gesellschaft der Ärzte zu Wien
- der Deutschen Akademie der Naturforscher Leopoldina[42] (1856)
- der Gesellschaft der Naturforscher und Ärzte zu Heidelberg
- der physicalisch-medizinischen Gesellschaft vom Nieder-Rhein
- der Königlichen Akademie der Wissenschaften zu Stockholm
- der Gesellschaft schwedischer Ärzte zu Stockholm
- der Königlichen Gesellschaft der Ärzte zu Kopenhagen

Korrespondierende Mitgliedschaften:
- der Académie des Sciences zu Paris[43] (1870)
- der New York Academy of Medicine
- der Société de Biologie zu Paris
- der Königlichen Gesellschaft der Ärzte zu Pesth
- der Provincial medical and surgical Association, (später British Medical Association)
- des ärztlichen Vereines zu München
- des Vereines Grossherzoglich-Baden’scher Medizinal-Beamten zur Förderung der Staats-Arzneikunde
- der rheinischen naturforschenden Gesellschaft zu Linz

Ehrenmitgliedschaften:
- der medizinischen Fakultät zu Prag
- des Vereines der praktischen Ärzte zu Lemberg
- der Royal Medical and Chirurgical Society of London
- der Société anatomique zu Paris
- der Gesellschaft deutscher Ärzte und Naturforscher
- der Kaiserlich medizinisch-chirurgischen Akademie zu Sankt Petersburg
- der Gesellschaft für Natur- und Heilkunde zu Dresden
- der American Academy of Arts and Sciences zu Boston (1850)
- des Vereines der deutschen Ärzte in New York
- der Société de Médecine zu Strassburg
- der Académie Royale de Médecine de Belgique (1868)
- der Hufelandischen Gesellschaft (1874)
- des Allgemeinen österreichischen Apothekervereins (1874)

Auszeichnungen:,
- Ritter des kaiserlich-österreichischen Frans Joseph-Ordens (1853)
- Ritter des königlich griechischen Erlöser-Ordens (1851)
- Träger der kaiserlich-österreichischen großen Medaille Literis et artibus
- Träger des Commandeurkreuzes des kaiserlich-russische Stanislaus-Ordens (1861)
- Träger des Officierskreuzes des königlich griechischen Erlöser-Ordens (1864)
- Träger des Großkreuzes des Mexikanischen Guadeloupe Ordens (1865)
- Träger des Commandeurkreuzes des k. k. österreichischen Leopoldordens (1874)
- Träger des Großoffizierskreuzes des italienischen Kronenordens

Ehrendoktorate:
- der Universität Jena (1861)
- der Universität Prag (1874)
- der Universität Krakau (1874)

Im Jahr 1864 wurde in Wien-Hernals (17. Bezirk) die Rokitanskygasse nach ihm benannt. 1874 wurde er von Kaiser Franz Josef in den Freiherrenstand erhoben und Ehrenbürger der Stadt Wien. Er ruht in einem ehrenhalber gewidmeten Grab auf dem Hernalser Friedhof in Wien (Arcaden re, Nummer 24). Die Universität Wien ehrte Carl Rokitansky 1892/93 mit der Eintragung seines Namens auf der Ehrentafel der Medizinischen Fakultät und 1898 mit der Enthüllung eines von Emmerich Alexius Swoboda gestalteten Denkmals im Arkadenhof. Eine weitere Büste von Franz Waldmüller findet sich in der Neuen Aula (Sitz der Akademie der Wissenschaften), Wien 1, Dr.-Ignaz-Seipel-Platz 1, sowie eine Büste von Viktor Tilgner im Josephinum, Wien 9, Währinger Straße 25. An der ehemaligen Allgemeinen Poliklinik in Wien 9, Mariannengasse 10, und im AKH, Frauenklinik, Wien 9, Währinger Gürtel 18–20 ist Rokitansky auf Porträt-Medaillons zu sehen. Im Jahr 1954 brachte anlässlich seines 150. Geburtstages die österreichische Post eine Sonderbriefmarke heraus. In der Antarktis trägt der Mount Rokitansky seinen Namen. Seit 2002 verleiht die Österreichische Gesellschaft für Klinische Pathologie und Molekularpathologie den Carl von Rokitansky-Preis.
Der fiktionale Charakter Max Rockatansky aus den Mad-Max-Filmen ist nach Carl von Rokitansky benannt. Carl von Rokitansky war dem Regisseur George Miller aus seinem Medizinstudium bekannt.

## Schriften (Auswahl)
- Handbuch der pathologischen Anatomie. 3 Bände. Braunmüller u. Seidel, Wien. 1842–1846. Bild auf Wikiversity; 3. Auflage ebenda 1855–1861.
- Rukovodstvo k patologicheskoy anatomii, 3 Bände und 1 Atlas Pathologische Histologie, Verlag der Kaiserlichen Universität Moskau, Moskau 1844–1849.[48]
- A Treatise on pathological anatomy. By Dr. John C Peters, New York: 1845 WM. Radde. London: 1845 H. Balliere. From the U.S. National Library of Medicine, Digital Collections.[49]
- Über einige der wichtigsten Krankheiten der Arterien (= Denkschriften der mathematisch-naturwissenschaftlichen Classe der kaiserlichen Akademie der Wissenschaften. Band 4). Wien 1851.
- A Manual of Pathological Anatomy, 4 Volumes, London: Sydenham Society; 1849–54.  abgerufen am 2. April 2021.
- Trattato completo di anatomia patologica, 3 Bände, Venezia: Co’ Tipi del Giornale Lombardo-Veneto, T. Gattei; 1852. PMID 11785117
- A Manual of Pathological Anatomy. Philadelphia: Blanchard&Lea;1855.[50]
- Zur Orientierung über Medizin und deren Praxis. Vortrag gehalten bei der feierlichen Sitzung der Kaiserlichen Akademie der Wissenschaften am 31. Mai 1858. In: Almanach der Kaiserlichen Akademie der Wissenschaften, 9, Wien 1859, S. 119–152.
- Festrede: Freiheit der Naturforschung. Feierliche Eröffnung des pathologisch-anatomischen Instituts im k. k. allg. Krankenhaus am 24. Mai 1862 (Wien 1862).
- Die Conformität der Universitäten mit Rücksicht auf gegenwärtige österreichische Zustände. Wien 1863.
- Zeitfragen betreffend die Universität mit besonderer Beziehung auf Medizin. Wien 1863.
- Der selbstständige Werth des Wissens. Vortrag gehalten in der Sitzung der Kaiserlichen Akademie der Wissenschaften am 31. Mai 1867. 2., von der Kaiserlichen Akademie der Wissenschaften genehmigte Auflage, Wien 1869.
- Die Solidarität alles Thierlebens. Vortrag gehalten bei der feierlichen Sitzung der Kaiserlichen Akademie der Wissenschaften am 31. Mai 1869. In: Almanach der Kaiserlichen Akademie der Wissenschaften, 19, Wien 1869, S. 185–220.
- Die Defecte der Scheidewände des Herzens. Pathologische anatomische Abhandlung. Wien 1875.
- Selbstbiographie und Antrittsrede. Eingeleitet, ed. und mit Erläuterungen versehen von Lesky Erna (Wien 1960).